# كاليب رودني
كاليب رودني (بالإنجليزية: Caleb Rodney) هو سياسي أمريكي، ولد في 29 أبريل 1767 في لويس في الولايات المتحدة، وتوفي بنفس المكان في 29 أبريل 1840. حزبياً، نشط في الحزب الفيدرالي الأمريكي. وقد انتخب عضو مجلس ولاية ديلاوير وانتخب حاكم ولاية ديلاوير ‏ (23 أبريل 1822 – 21 يناير 1823).